# Hipoacuzie
Hipoacuzicul este o persoană cu simțul auditiv diminuat.
Multe hipoacuzii pot fi rezolvate pe cale chirurgicală, în timp ce altele nu pot fi ameliorate decât pe cale protetică. În unele cazuri, destul de rare, nu este posibil nici un remediu. Cauza care stă la baza hipoacuziei se poate afla la diferite niveluri ale sistemului auditiv.
Dacă pierderea de auz este datorată celulelor senzoriale ale cohleei, atunci hipoacuzia este cohleară, iar dacă este datorată funcționării deficitare a fibrelor nervoase vorbim despre o hipoacuzie retrocohleară. Dacă substratul fizic al hipoacuziei se află la nivelul urechii externe sau medii atunci hipoacuzia se numește de transmisie.
O hipoacuzie de transmisie egală ca grad și ca aspect cu una neurosenzorială are efecte mai mici asupra audiției decât cea din urmă. În cazul hipoacuziei de transmisie pragul tonal mai ridicat decât cel normal poate fi singura problemă apărută ca urmare a funcționării defectuoase a unui element din urechea externă sau medie.
Atunci când surditatea își are originea la nivel cohlear și retrocohlear la atenuarea sonoriei se adaugă și percepția distorsionată a sunetelor puternice. De asemenea hipoacuzia de percepție este însoțită de reducerea câmpului dinamic auditiv, prin creșterea nivelului pragului tonal și scăderea nivelului pragului de disconfort, fenomen cunoscut sub numele de recruitment. Discriminarea frecvențială poate fi și ea afectată în cazul hipoacuziei de origine cohleară, ca urmare a scăderii rezoluției frecvențiale. Majoritatea hipoacuziilor de origine cohleară sunt caracterizate de căderi ale pragului tonal pe frecvențele înalte, ceea ce poate avea ca urmare mascarea sunetelor acute de către cele joase, care sunt auzite cu o intensitate mai mare.
În funcție de valoarea în decibeli HL a pierderii tonale, hipoacuziile sunt clasificate în:
1. Hipoacuzie ușoară: 21-40 dBHL
2. Hipoacuzie medie:
I. 41-55 dBHL
II. 56-70 dBHL
3. Hipoacuzie severă:
I. 71-80 dBHL
II. 81-90 dBHL
4. Hipoacuzie profundă:
I. 91-100 dBHL
II. 101-110 dBHL
III. 111-119 dBHL
5. Cofoza: pierdere mai mare de 120 dBHL.
În alegerea protezei se vor lua în calcul și următoarele date referitoare la pierderea de auz:
- modul de instalare: brusc / treptat;
- vârsta de instalare: este un element important pentru alegerea rezervei de câștig protetic;
- evoluție: acută sau cronică, progresivă sau fluctuantă ;
- instalare: bruscă sau treptată;
- caracter: temporar sau permanent;
- mod de afectare: unilaterală sau bilaterală.
Condiția poate apărea de la naștere sau poate fi dobândită ulterior în urma accidentelor sau a diverse afecțiuni.

## Referiri
- A. Policec T.D. Gligor, O. Bartoș, V. Goian Aparate electronice medicale, Editura Dacia, 1988